# Brecha digital en Argentina
La brecha digital en Argentina se refiere a las problemáticas existentes en torno a la digitalización de este país, es decir, la distribución desigual del acceso, ya sea en el uso o en el efecto que tienen las Tecnologías de la información y Comunicación (TIC) en los distintos grupos sociales del país. 
En los últimos años Argentina ha estado trabajando en reducir las brechas digitales existentes, es por eso que, en el Índice de Conectividad Global (ICG) realizado por Huawei ocupa el puesto 50 sobre un total de 79 países analizados. Sin embargo, a pesar de existir una mejoría escalando un puesto en el ranking entre el año 2019 y 2020, aún se encuentra bastante distante en relación con los países vecinos como Chile (30°), Uruguay (40°) y Brasil (44°).

## Dimensiones
Tanto en Argentina como en el resto de los países del mundo, las brechas digitales han tenido distintas implicancias en sus respectivas sociedades, siendo una barrera al estudio, al conocimiento y al mundo empresarial. Además, dentro de sus principales consecuencias se encuentra el incremento en la desigualdad social y en la discriminación en cuanto a género.

#### Brecha geográfica
Según datos del informe trimestral del ente nacional de comunicaciones (ENACOM) del año 2020, el 63 % de los vecinos de barrios populares de Argentina consideró que el acceso a internet es deficiente, lo que se suma a que el 36 % de los hogares no tuvo acceso a internet fijo durante el período considerado.

#### Penetración de acceso a internet
En cuanto al acceso de internet en Argentina, la última edición del informe de la Cámara Argentina de Internet (CABASE) arrojó que la localidad con mayor acceso a internet es Buenos Aires, la capital del país, con un 108 % de penetración, seguido por La Pampa y San Luis, con un 82 %. Estos datos, sin embargo, exponen las realidades opuestas que habitan en el país sudamericano, pues mientras la capital federal cuenta con 108 de cada 100 hogares con internet fijo, la provincia de Formosa alcanza apenas los 32 accesos.

#### Brecha etaria
En Argentina las personas mayores de 65 años son las que tienen más celulares sin acceso a internet, con una diferencia porcentual de 15,8 % entre el acceso a ambas tecnologías.

#### Uso según edad y sexo
En relación con el uso de las TIC según edad y sexo, quienes más utilizan la internet son personas de entre 13 y 29 años, aunque en general, entre todos los rangos etarios, 94 de cada 100 personas lo utilizan (entre el 93,9 % y 95,3 % de la población). Asimismo, el teléfono móvil es la tecnología de uso más extendida entre la población joven y adulta: entre el 96 % y el 96,6 % de las personas de 18 a 64 años y el 71 % de la población de más de 64 años utiliza celular. En la mayoría de los grupos de edad se utiliza más el teléfono móvil que la computadora e internet.
Los niños y niñas (4 a 12 años) y adolescentes (13 a 17 años) componen los grupos en que la utilización de internet supera a la de teléfono móvil y computadora. Los adolescentes son los que más usan la computadora con el 54,4 %.

#### Brecha de género
En cuanto a las brechas de género en Argentina, es posible encontrar diferencias en el uso de las tres principales TICS. En primer lugar, el mayor uso de celulares lo tienen las mujeres, con un 88,5 %, mientras que los hombres se quedan con el 87,3 %, reflejando una diferencia de 1,2 puntos porcentuales. En segundo lugar, la computadora es utilizada por el 40,5 % de las mujeres y por el 41,4 % de los hombres, evidenciando una diferencia de 0,9 puntos porcentuales. Por último, el 85,7 % de los hombres y el 85,4 % de las mujeres utilizan internet, revelando una pequeña diferencia de 0,4 puntos porcentuales.

#### Brecha educacional
Los mayores usos de las tres tecnologías indagadas (internet, computadora, dispositivos móviles) están en la población habitante en hogares urbanos que alcanzan el nivel superior y universitario (completo o incompleto). Mientras que las personas con menor nivel educacional (Sin instrucción, primario completo o incompleto) representan el menor uso de las tecnologías estudiadas.

## Estrategias para disminuir brechas digitales

#### Punto Digital
Punto digital nace como una política pública federal orientada a disminuir las brechas digitales y permitir el libre acceso a las tecnologías. Consiste en la implementación de espacios públicos, libres y gratuitos, que cuentan con áreas de aprendizaje, cine y entretenimiento, con el fin de incentivar el contacto digital entre la comunidad . Existen alrededor de 600 Puntos Digitales, ubicados en las 23 provincias de Argentina y uno en la ciudad de Buenos Aires.

#### Oficina Nacional de Tecnologías de Información
La Oficina Nacional de Tecnologías de Información es la encargada de dirigir la formulación de políticas e implementar el proceso de desarrollo e innovación tecnológica para la transformación y perfeccionamiento del Estado nacional argentino, además de promover la integración de nuevas tecnologías, su compatibilidad e interoperabilidad. Esta oficina cuenta con tres servicios destacados: La solicitud de dictamen técnico (proceso que asegura que todo este el marco de lo legal al adquirir un bien o servicio en temas de tecnologías), las capacitaciones y la accesibilidad web.

#### Conectar
Conectar es un proyecto que busca potenciar el acceso a los servicios TIC y las conexiones de banda ancha. El proyecto fijó que el Estado invertirá 37.900$ millones hasta el 2023 en el plan “Conectar”. Los puntos que destacan son: en primer lugar, el lanzamiento del ARSAT-SG1, que es un satélite de comunicaciones geoestacionario, ofreciendo una amplia gama de servicios telecomunicaciones, además de ampliar la conectividad a las zonas más rurales de Argentina, en segundo lugar, se concluirá la etapa 2 y la realización de la etapa 3 de la REFEFO (Red federal de fibra óptica), en tercer lugar, se pondrá valor en el Centro Nacional de Datos, en cuarto y último lugar, se plantea revalorizar la Televisión Digital Abierta, donde se espera que 10 millones de hogares puedan acceder a un servicio de TV de calidad.